# Selección de fútbol americano de Uruguay
La Selección de fútbol americano de Uruguay es el equipo que representa al Uruguay en competencias internacionales de fútbol americano y está regida por la Liga Uruguaya de Football Americano.

## Partidos
Los Charrúas han disputado la mayoría de los partidos contra las también nóveles selecciones de la región. El primer partido de su historial lo ganó frente al seleccionado argentino en el 2005 equipo con el que se ha enfrentado más cantidad de veces y en la que tiene como premio la Silver Bowl.

### Silver Bowl
A través de la Unión Sudamericana, y en conjunto con la liga Argentina FAA, en lo que es el evento más grande del fútbol americano de Sudamérica, se creó el llamado Silver Bowl (o también denominado Tazón de Plata), encuentro anual que en octubre de 2005 enfrentó por primera vez a la Selección Uruguaya (Charrúas) contra la Selección Argentina (Halcones) en la ciudad de Montevideo, Uruguay, partido que se llevaron los locales por 24 - 0.
No se debe de confundir con la final del campeonato de la liga A2 italiana de fútbol americano (NFLI), también denominado SilverBowl.
Este día fue el puntapié inicial para una gran resonancia internacional al punto que para el Silver Bowl II que se jugó el sábado 30 de setiembre de 2006 en Buenos Aires, Argentina, más que nunca llovieron mensajes de correo electrónico y llamados de diferentes jugadores, coaches, directivos, periodistas y demás personas relacionadas de alguna manera con el fútbol americano, mostrando su interés y apoyo incodicional para el crecimiento de este nuevo evento, que a la postre será uno de los más importantes del mundo.
En el Silver Bowl II Uruguay volvió a vencer a Argentina, esta vez por 7-6 en ajustado encuentro jugado en Buenos Aires.
En lo que fue la tercera edición, el Silver Bowl III, Argentina obtuvo su primera victoria frente a Uruguay, con resultado de 24-9, de visitante al retornar el evento a la ciudad de Montevideo.
Durante el 2008 y el 2009 no se jugó por dificultades internas de la Liga Uruguaya en lo que sería el Silver Bowl IV, según la Football Americano Argentina el título queda en Argentina.
El Silver Bowl V se disputó en cancha del Club Ferrocarril Oeste el 4 de diciembre de 2010 y vencieron los locales por 22 - 6.
Al año siguiente se celebró la quinta edición de la copa o sea el Silver Bowl VI, esta vez le tocó organizar el partido a Uruguay. Se jugó en el estadio Charrúa de Montevideo y nuevamente el triunfo fue para los Halcones por 3 - 0.
Después en el 2012 se jugó el Silver Bowl VII, en el que ganó Argentina 12-0 y en el 2013 se disputó el Silver Bowl VIII ganando otra vez la Argentina 35 - 6.
Actualmente el historial de encuentros está a favor de Argentina, ya que ganó los últimos tres partidos disputados, aventajando a su rival 5 a 2.

### Vs. Brasil
El sábado 17 de noviembre de 2007 en Montevideo, la Selección Uruguaya enfrentó por primera vez a la Selección Brasileña, en histórico encuentro que Uruguay se llevó por 20-14.
Fue el primer partido de fútbol americano para el plantel brasileño y al no disponer de la indumentaria se les brindó para poder equiparse por primera vez.

### Pacífico - Atlántico Bowl
Esta copa la disputa con la Selección de fútbol americano de Chile. El primer enfrentamiento entre estas selecciones se produjo recién el 23 de abril de 2011, se encontraron en la cancha de un club de rugby de Montevideo (Carrasco Polo Club) y el triunfo fue para los uruguayos 14-2 llevándose el Pacífico - Atlántico Bowl. Hubo también un partido entre menores en el que también ganaron los locales con un marcador 21-14.

### Vs. Confao
En el 2008 y de locales, los Charrúas reciben una selección de la Conferencia de Fútbol Americano de Oriente (México), era la primera vez que un equipo mexicano jugaba en Sudamérica y el partido fue para la visita por 40-3.